# Polyamblyodon germanum
Polyamblyodon germanum es una especie de peces de la familia Sparidae en el orden de los Perciformes.

## Morfología
• Los machos pueden llegar alcanzar los 45 cm de longitud total.

## Alimentación
Come crustáceos, pequeños moluscos y  algas

## Distribución geográfica
Se encuentra en las  costas occidentales del Océano Índico: desde Mozambique hasta Sudáfrica.